# Munsan-eup, Paju
Munsan-eup (koreanska: 문산읍)  är en köping i kommunen Paju i provinsen Gyeonggi i den nordvästra delen av Sydkorea, 40 km norr om huvudstaden Seoul.